# Luar na Lubre
Luar na lubre és un grup de música folk gallec. Luar na lubre vol dir Llum de la lluna al bosc sagrat dels celtes.
Al llarg de la seua carrera com formació musical han difós i valorat la cultura i la música gallega, duent-la a llocs recòndits del món. Un gran amic i propulsor de la música de Luar na lubre va ser Mike Oldfield, qui va quedar enamorat del mític tema "O són do ar" (El so de l'aire; compost per Bieito Romero de LNL) i de les interpretacions meravelloses de Rosa Cedrón. En 1999 Oldfield els va proposar col·laborar en la seua gira mundial (Live then & Now'99), i d'aquesta manera els va arribar la fama internacional.
Els instruments que usen són: gaita gallega (i alguna col·laboració amb Uilleann pipes), acordió diatònic, violí, flautes i whistles, violoncel, guitarra acústica, bouzouki, pandereta, bodhrán i percussions; juntament amb la veu de la cantant portuguesa Sara Louraço Vidal, que va entrar per a substituir a l'emblemàtica vocalista i violoncel·lista Rosa Cedrón, que va decidir dedicar-se a la seua carrera en solitari.
Luar na lubre ressalta la cultura gallega amb temes tradicionals de la zona, encara que no es queden fora de les influències cèltiques de països amb tradició musical similar, com Irlanda, Escòcia o la Bretanya. Aquest grup també té consciència i compromís social amb l'actualitat.
Des de 1986 l'estil i tendències del grup ha evolucionat molt, refinant el seu so d'estudi i consolidant la seua millor basa, el directe.
Durant els dies 22 i 23 de gener de 2009, i commemorant el seu 25 aniversari, el grup grava el seu primer disc en directe (Ao vivo). L'enregistrament es va realitzar en el Teatre Colón de La Corunya tenint com convidats a Luz Casal, Pedro Guerra, Diana Navarrès…

## Discografia
- Camiños da Fin da Terra (2007)
- Saudade (2005)
- Hai un paraiso (2004)
- Espiral (2002)
- XV Aniversario (2001)
- Cabo do Mundo-Disc d'or- (1999)
- Plenilunio -Disc d'or- (1997)
- Ara Solis (1993)
- Beira Atlántica (1990)
- O Son do Ar (1988)
- Ao Vivo (2009)

El penúltim disc de Luar na lubre (Saudade, 2005) presenta cançons de poemes de García Lorca en galego dedicats a Buenos Aires, poemes d'autors gallegs homenatjant als emigrants, una pandeirada dedicada al Che Guevara, etc. En aquesta edició participen Pablo Milanés, Emilio Cao, Adriana Varela i Lila Downs, entre d'altres.
Al seu últim treball, "Camiños da fin da terra", fan un recorregut per eixos camins que nos porten als confins del món, uns camins plens de llegendes, tradicions, personatges, històries que li donen un sabor especial. El seu single "Os animais", basat en una melodia tradicional irlandesa portada pels emigrants a Amèrica, ha sigut molt visitat en youtube on va arribar a ser el número 1 en diverses ocasions en diferents apartats.
Luar na Lubre va acudir a la gala dels Premios da Música, el 3 d'abril de 2008, el reconeixement al Millor Album Tradicional per "Camiños da fin da terra" i Millor Canço en Galleg amb el tema "Canto de andar".